# Sena Madureira (kommun)
Sena Madureira är en kommun i Brasilien.   Den ligger i delstaten Acre, i den västra delen av landet, 2 400 km väster om huvudstaden Brasília. Antalet invånare är 37 993.
Följande samhällen finns i Sena Madureira:
- Sena Madureira

I omgivningarna runt Sena Madureira växer i huvudsak städsegrön lövskog. Trakten runt Sena Madureira är nära nog obefolkad, med mindre än två invånare per kvadratkilometer.